# Гнезненское государство
Гнезненское государство, также Гнезненское княжество (пол. Państwo Gnieźnieńskie, лат. Civitas Schinesghe) — название средневекового государства в Центральной Европе западных полян во главе с Пястами, известное по одному источнику — Dagome iudex. 
Название происходит от имени главного города полян Гнезно, который стал столицей Древнепольского государства.

## Название
В «Dagome iudex» приводятся, в зависимости от списка, такие варианты названия — Schinesghe, Schinesne, Schinesgne и другие. Роспонд С. предположил, что оно может быть двухсоставным от топонимов Щецин (Szczecin) + Гнезно (Gniezno). М. Лучинский предложил связывать Schinesgne только с Гнезно на том основании, что оба претерпели влашское влияние и имеют аналогии с другими подобными топонимами.
Под названием «civitas Schinesghe» исследователями понимается как «государство Гнезно» с прилегающими к нему провинциями. По их версии, термин мог быть заимствованным из итальянской канцелярской практики, где описывались итальянские территории. По мнению Г. Ловмянского, под этим названием следует понимать не местность, а именно городскую территорию, «в данном случае „главное государство“ политической системы Пястов».
По версии П. Урбанчика, в то время государство Пястов не имело стабильного названия. «Civitas Schinesghe» это лишь единичная попытка найти этому государству обозначение, которое принадлежало к тем территориям, известное в Европе как Склавиния.

## География
К этому государству, по версии Г. Ловмянского, относились центральная Польша, а также часть Мазовии и Малопольши. Согласно С. Закжевского, к «Schinesghe» Болеслава Храброго относилась вся южная Польша вместе с Краковым, Вроцлавом и может быть Познань, «с обширной границей от Руси, венгров, чехов и мильчан». Однако Г. Лябуда считал, что краковские и познанские земли не входили в территорию «Schinesghe».
Г. Самсонович определяет территорию «государства» в рамках полянских земель, Мазовии, Силезии и частично на Поморье. При этом граничило оно с Балтийским побережьем, Пруссией, Русью, краковским регионом, Моравией, землями мильчан и Одрой.

## История

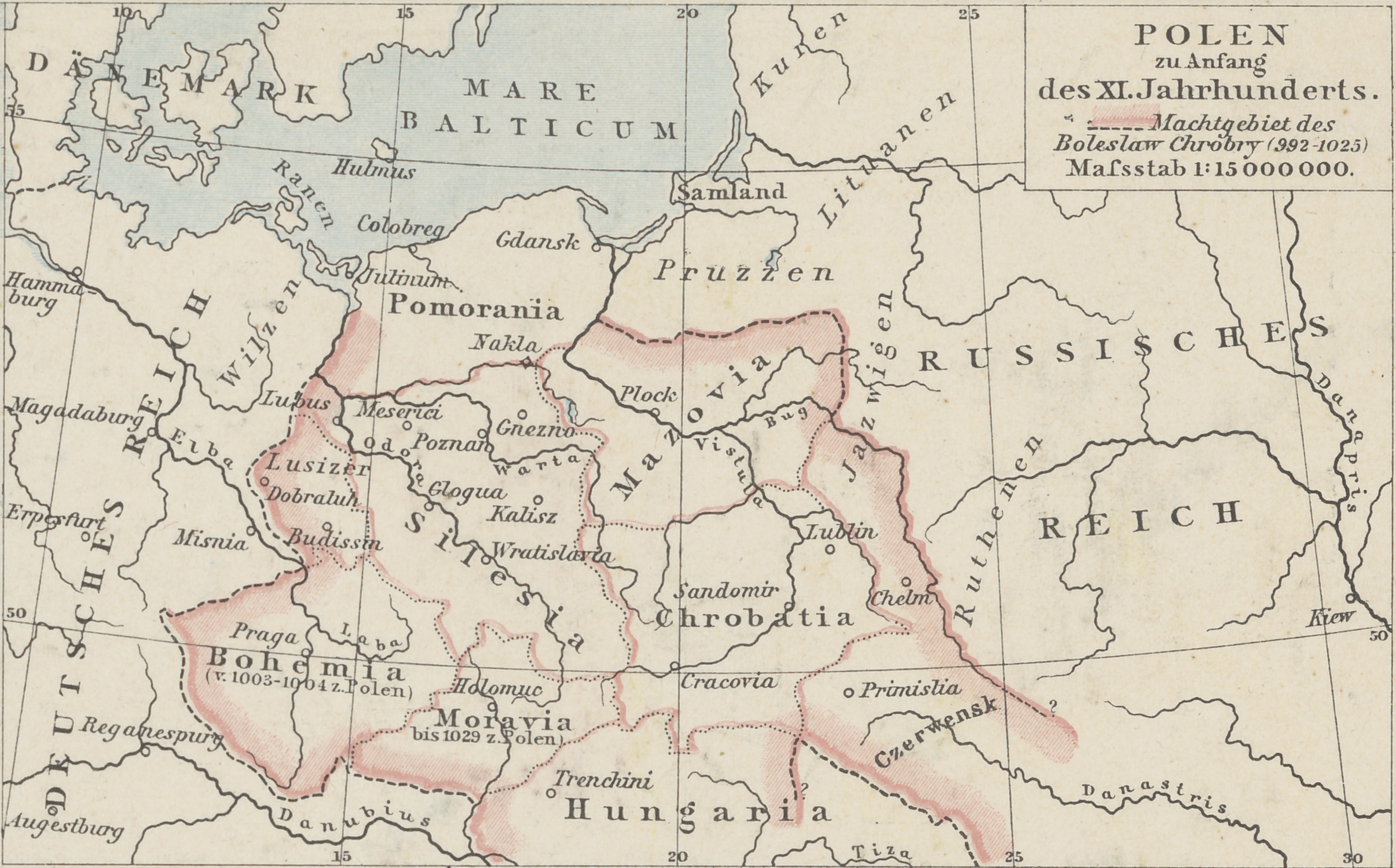
Польша во времена правления Болеслава I Храброго

Первым правителем этого государства был князь Мешко I (ок. 960—992) из рода Пястов, о котором известно из современных ему письменных источников. С ним связано объединение большинства этнических польских земель вокруг Гнезно. Также князь в 966 году принял христианство по западному обряду. Он известен по «Dagome iudex», в которой отдавал под покровительство римских пап большую часть своих владений (Schinesghe). Следующим правителем был его сын Болеслав I Храбрый (992—1025), который продолжал завоёвывать территории, в том числе в 999 году Малую Польшу.